# Knoxville (Iowa)
Pour les articles homonymes, voir Knoxville.
La ville américaine de Knoxville est le siège du comté de Marion, dans l’État de l’Iowa. Elle comptait 7 313 habitants lors du recensement de 2010.

## Personnalités lieé à la ville
- Arlo Acton (1933-2018), y est né